# ジェイミー＝ジェリー・タウランギ
ジェイミー＝ジェリー・タウランギ（Jamie-Jerry Taulagi、1993年6月18日 - ）は、プロD2、RCマシー
に所属するラグビー選手。

## プロフィール
- ニュージーランド・オークランド出身。
- ポジションはスタンドオフ(SO)、ウィング(WTB)、フルバック(FB)。
- 身長 180cm、体重 93kg。
- ニックネームはジェイジェイ。
- サモア代表キャップは6。（2020年3月現在）

## 来歴
6歳からラグビーを始めた。
セントケンティガンカレッジ、レッズ、を経て、2016年、宗像サニックスブルースに加入。同年8月27日に行われたジャパンラグビートップリーグ第1節のHonda HEAT戦に先発出場で公式戦初出場を果たす。 
2017年2月にはスーパーラグビーサンウルブズのメンバーに追加招集された。また同年7月には宗像サニックスブルースを退団した。
同年11月、サモア代表に招集され、11月25日の対イングランド代表戦でデビューした。